# Autotheism
Autotheism é o terceiro álbum de estúdio da banda estadunidense de death metal técnico The Faceless. Ele foi gravado em 14 de agosto de 2012 pela Sumerian Records. O álbum atingiu a posição 50 no ranking da Billboard 200 em 1 de setembro de 2012. Este é o único álbum da banda que conta com o vocalista Geoffrey Fiocco.

## Gravação e Produção
O álbum foi gravado no estúdio caseiro do Keene no ano de 2012 em Los Angeles. As versões de pré-produção de quase todas as músicas foram previamente gravadas por Keene ao longo do ano de 2011 junto com uma música final que acabou não sendo usada para o disco. Keene preferiu guardar essa música para seu projeto solo.

## Tema
O álbum questiona sistemas de crenças antigas que ainda vigoram na sociedade atual. Além de abordar a religiosidade, o álbum também aborda o avanço tecnológico em taxa exponencial, a teoria do universo holográfico e a ciência como uma nova religião, ou alternativamente, conhecimento e razão como uma nova religião. O álbum também tem como tema subjacente "A era da Razão".

## Faixas
| N.º            | Título                                  | Música                                     | Duração |  |
| 1.             | "Autotheist Movement I: Create"         | Geoffrey Ficco / Michael Keene             | 3:44    |  |
| 2.             | "Autotheist Movement II: Emancipate"    | Geoffrey Ficco / Michael Keene             | 7:20    |  |
| 3.             | "Autotheist Movement III: Deconsecrate" | Geoffrey Ficco / Michael Keene             | 6:39    |  |
| 4.             | "Accelerated Evolution"                 | Geoffrey Ficco / Michael Keene             | 4:39    |  |
| 5.             | "The Eidolon Reality"                   | Michael Keene                              | 3:46    |  |
| 6.             | "Ten Billion Years"                     | Geoffrey Ficco / Wes Hauch / Michael Keene | 5:54    |  |
| 7.             | "Hail Science"                          | Michael Keene                              | 0:53    |  |
| 8.             | "Hymn of Sanity"                        | Geoffrey Ficco / Michael Keene             | 1:34    |  |
| 9.             | "In Solitude"                           | Geoffrey Ficco / Michael Keene             | 6:27    |  |
| Duração total: | Duração total:                          | Duração total:                             | 40:55   |  |

## Membros

### The Faceless
- Geoff Ficco – Vocal principal
- Michael Keene – guitarra solo, vocal "limpo", teclados
- Wes Hauch – guitarra base e guitarra solo em "Ten Billion Years"
- Evan Brewer – contrabaixo
- Lyle Cooper – bateria

### Convidados
- Sergio Flores – saxofone em “Deconsecrate”
- Tara Keene – backing vocals em “Emancipate”

### Produção
- Michael Keene – produção, gravação, mixagem, masterização

### Outros
- Marcelo Vasco – arte de capa